# Schraubwerkzeug
Schraubwerkzeug ist der Oberbegriff für Werkzeug, mit denen Schrauben, Muttern und verwandte Befestigungselemente angezogen oder gelöst werden können. Schraubwerkzeuge sind eine der wichtigsten Gattungen im Bereich der Handwerkzeuge.
Grundsätzlich unterscheidet man:
- Werkzeuge, die in die Schraube  greifen, wie etwa Schraubenzieher und Schraubendreher-Einsätze, Sechskantstiftschlüssel und ähnliche
- Werkzeuge, die  um die Schraube herum greifen, wie etwa Schraubenschlüssel (fest oder verstellbar), Steckschlüsseleinsätze mit Betätigungswerkzeugen („Knarren“).

Eine wichtige Unterart der Schraubwerkzeuge sind die Drehmomentschlüssel zum kontrollierten Anzug von Schrauben.
Siehe auch: Liste der Werkzeuge